# Anthony Dablé-Wolf
Anthony Dablé-Wolf (geb. 25. September 1988 als Anthony Dablè in Grenoble, Frankreich) ist ein französischer American-Football-Spieler, der hauptsächlich als Wide Receiver eingesetzt wird. Er stand bei den NFL-Clubs New York Giants und Atlanta Falcons unter Vertrag. Zuvor gewann er mit den New Yorker Lions Braunschweig 2014 und 2015 den German Bowl sowie 2015 den Eurobowl. Seit der Saison 2021 spielt er für die Leipzig Kings in der European League of Football.

## Karriere
Dablé begann im Alter von 17 Jahren mit dem American Football, nachdem er den Sport durch das Spiel NFL Quarterback Club auf der Spielkonsole Nintendo 64 für sich entdeckt hatte. Er spielte zuerst in der U19 der Centaures de Grenoble. Mit der Herrenmannschaft der Centaures wurde er 2010 Vizemeister der Division 2 und 2011 Vizemeister der Division 1. Beim EFAF Cup 2012 zog er mit den Centaures ins Halbfinale ein. Im selben Jahr ging er kurzzeitig an die Universität Laval im kanadischen Quebec, war dort jedoch nicht für die Football-Mannschaft spielberechtigt.
Bereits seit 2010 spielte Dablé in der französischen Nationalmannschaft. Mit ihm wurde er 2010 Vize-Europameister, 2014 Dritter der EM. Bei den Weltmeisterschaften erreichte er mit der Mannschaft den sechsten Platz 2011 und den vierten Platz 2015. 2015 wurde er als Kick Returner in das erste All-Tournament Team gewählt.
2013 wechselte Dablé nach Deutschland. Ursprünglich startete er für die Lübeck Cougars in der GFL2, wechselte dann aber schnell zu den Berlin Rebels in der GFL. Er kam in sechs Spielen zum Einsatz und erzielte insgesamt 654 Yards Raumgewinn und acht Touchdowns (darunter einen über 83 Yards), sowie neun Kick-Returns für 237 Yards (längster Kick-Return 55 Yards). Außerdem returnierte er sieben Punts für 71 Yards (längster Punt Return 43 Yards).
In den Spielzeiten 2014 und 2015 spielte er für die New Yorker Lions Braunschweig in der GFL. mit diesen gewann er die deutschen Meisterschaften 2014 und 2015 sowie das Finale im Europapokal, den Eurobowl 2015. In der GFL erreichte er 1186 (2014) bzw. 1251 Yards (2015) Raumgewinn mit 17 bzw. 15 Touchdowns.
Im Oktober 2015 schloss sich Dablé den Aix-en-Provence Argonautes an, wurden dann aber vom NFL-Team der New York Giants kontaktiert, mit denen er Im Februar 2016 einen Vertrag schloss. Nachdem er in den 75-Mann-Vorbereitungskader aufgenommen war, schaffte er den Sprung in den endgültigen 53-Mann-Kader für die Saison 2016 nicht. Dablé absolvierte dann ein Probetraining bei den New England Patriots.
Im Januar 2017 unterschrieb Dablé einen Vertrag bei den Atlanta Falcons. In der Vorsaison 2017 nahm er an allen vier Vorbereitungsspielen teil und fing sieben Würfe für insgesamt 88 Yards. Auch hier schaffte er aber den endgültigen Aufnahme in den Saisonkader nicht.
Anschließend kehrte Dablé zu den New Yorker Lions zurück. Nach der GFL-Saison 2018 wechselte er zu den Hildesheim Invaders.
Im Februar 2021 gab das in Hildesheim und Hannover geplante Team German Knights 1367 der neu gegründeten European League of Football die Verpflichtung von Dablé bekannt. Nachdem das Franchise nicht in die ELF aufgenommen worden war, startete Dablé in der Saison 2021 für die Leipzig Kings. Mit 532 Receiving Yards war er zehntbester Passempfänger der Liga.
Im Januar 2022 gaben die Allgäu Comets (GFL) Dablé-Wolf als Neuzugang bekannt. Im April 2022 erneute er jedoch seinen Vertrag in Leipzig.
| Saison | Team          | Sp | Catches | Yards | TD | Lg | Avg/C | Yds/Sp |
| ------ | ------------- | -- | ------- | ----- | -- | -- | ----- | ------ |
| 2021   | Leipzig Kings | 9  | 43      | 532   | 4  | 43 | 12.4  | 59.1   |
| 2022   | Leipzig Kings | 12 | 54      | 653   | 2  | 46 | 10,0  | 54,4   |